# Gyuricza Péter
Gyuricza Péter Mihály (1959. –) médiakutató, szociológus, egyetemi oktató.

## Életpályája
1981-ben diplomázott a szegedi Juhász Gyula Tanárképző Főiskola népművelés-magyar szakán. 1989-ben az Eötvös Loránd Tudományegyetem szociológia szakán végzett. 1989–2003 között szerkesztő, riporter, főszerkesztő, hírigazgatóhelyettes volt a közszolgálati rádióban és televízióban, illetve a Tv2 országos kereskedelmi
televízióban. 1994–1995 között a Budapesti Média Intézet óraadója volt. 2000–2004 között a Kandi Európai Televíziós Akadémia óraadójaként dolgozott. 2003–2008 között miniszterelnöki főtanácsadó volt. 2004–2005 között a Miskolci Egyetem Társadalompolitikai Tanszék óraadójaként tevékenykedett. 2005–2012 között a Nemzetközi Protokoll Iskola óraadója volt. 2007-től a Budapesti Metropolitan Egyetem óraadója. 2007–2011 között a Kodolányi János Egyetem óraadója, 2011–2014 között tanársegéde, 2014–2018 között főiskolai docense volt, 2019-től egyetemi docense. 2008–2010 között az ORTT tagja volt. 2014-ben DLA fokozatot szerzett a Színház- és Filmművészeti Egyetemen.